# Juan Nepomuceno Alonso y González-Viejo
Juan Nepomuceno Alonso y González-Viejo (Agen, Francia, 13 de abril de 1816 - Madrid, 17 de noviembre de 1891) fue un jurista español, del período de la Restauración, presidente del Tribunal de Indias y del Tribunal Supremo.
Antes había sido magistrado y presidente de las Audiencias de Mallorca, Barcelona y Valencia y oficial de la clase de sextos del Ministerio de Gracia y Justicia. 
Participó en la fundación y propiedad, en 1881, del Diario Palentino, un periódico liberal reconocido como uno de los más antiguos de España en continua circulación. 
Había obtenido el título de abogado en 20 de junio de 1839, ejerciendo en Palencia, donde su familia eran caballeros del número veinticuatro. Su padre fue comisionado de Armas en Burdeos durante la I Restauración Dinastía Borbónica, razón por lo que había nacido en Francia. Casó con la hermana mayor del conde de Villapadierna. 
Fue padre del parlamentario liberal Ramiro Alonso Padierna de Villapadierna, del senador y consejero de Instrucción Nacional, Santiago Alonso Padierna de Villapadierna, y del coronel de la Armada Real, César Alonso Padierna de Villapadierna. 
Había accedido a la judicatura en 1840, en Saldaña, y fue nombrado juez de primera instancia de Benavente, de Almodovar del Campo, secretario de gobierno de la Audiencia de Canarias, juez de Motilla del Palancar, de Aranda de Duero, de Ferrol y de la La Coruña, antes de ser promovido a magistrado.